# 平壌駅
平壌駅（ピョンヤンえき）は、朝鮮民主主義人民共和国平壌市中区域駅前洞にある朝鮮民主主義人民共和国鉄道省の駅である。
日本統治時代は日本語読みの「へいじょうえき」（旧仮名遣：へいじやうえき）であった。地下鉄の栄光駅と相互乗換駅であり、平壌市電1号線の停留所も近隣にある。

## 概要
路線網の核をなす朝鮮北半部最大の駅であり、当駅を中心的ターミナルとして各方面へ列車が運行されている。線路がつながっている中国・ロシア方面の直通列車も運行されている。
国内列車は当駅から定州・新義州、南浦、沙里院・開城、妙香山、咸興・羅津の5方面に運行されている。
国際列車は中国の北京（北京駅）へ至るK27/28次列車の他、約一週間かけてロシアのモスクワ（ヤロスラフスキー駅）へ至る超長距離列車が発着する。

### 乗り入れ路線
平南線 - 南浦方面
平義線（京義線） - 新義州方面
平釜線（京義線） - 開城方面
平羅線（平元線） - 羅津方面
平徳線 - 徳川方面
以上の5路線が乗り入れているが、平羅線は間里駅まで平義線と、平徳線は大同江駅まで平釜線と線路を併用している。

## 歴史

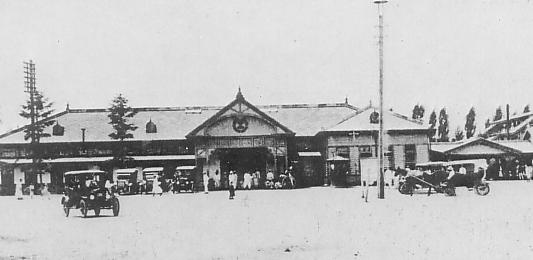
日本統治時代の駅舎（2代目駅舎）

1906年4月3日に京義線（ソウル-新義州間）の全線開通と共に営業を開始し、1908年4月1日に一般貨客の営業が開始された。初代駅舎は木造の簡素な駅舎であったが、日本統治時代に2階建ての洋風建築の2代目駅舎に建て替えられた。1950年の朝鮮戦争の際に空襲により駅が破壊され、その後現在の石造りの3代目駅舎に建て替えられた。

## 駅構造

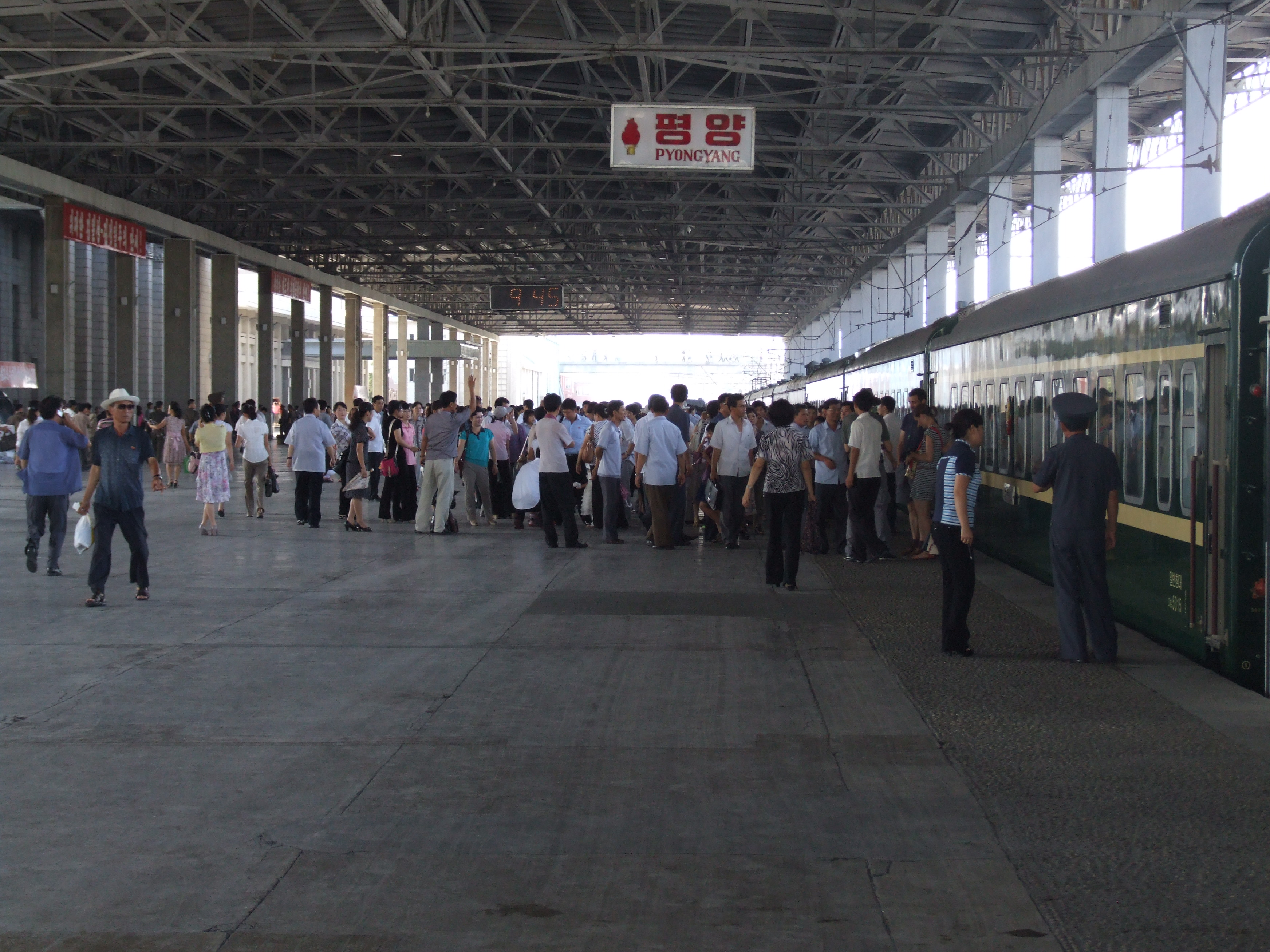
1番ホーム

地平駅。高さ47mの八角形の形の時計塔が屋根の上についたスターリン様式の巨大な駅舎（地上3階、地下1階建て）を持つ。時計台の前に金日成と金正日の肖像画が掲げられている。
時計塔の真下は吹き抜けのエントランスホールとなっていて、1階の壁に列車の運行状況を示す白黒のテレビが設置されている。テレビの上に列車の発着時刻表が掲示されているが、国際列車の記載はない。他にホール内に案内所や郵便物取扱所が設けられている。
改札口はエントランスホール北側の通路を突き抜けた先と地下の2か所あり、どちらも待合室がある。なお、地下は電力不足の影響で消灯していることもある。
乗車券売り場は駅舎の中にはなく、駅舎から南に離れた建物の中にある。販売窓口はこの建物の2階にある。
プラットホームは5番線まである。特に1番ホームは団体旅行客用バスや専用車が直接入れるほどホームの幅が広くとられており、外国人観光客が使用する列車は1番線ホームに発着する場合が多い。ただし、中国人団体客専用列車は1番線以外に発着することもある。

## 駅周辺

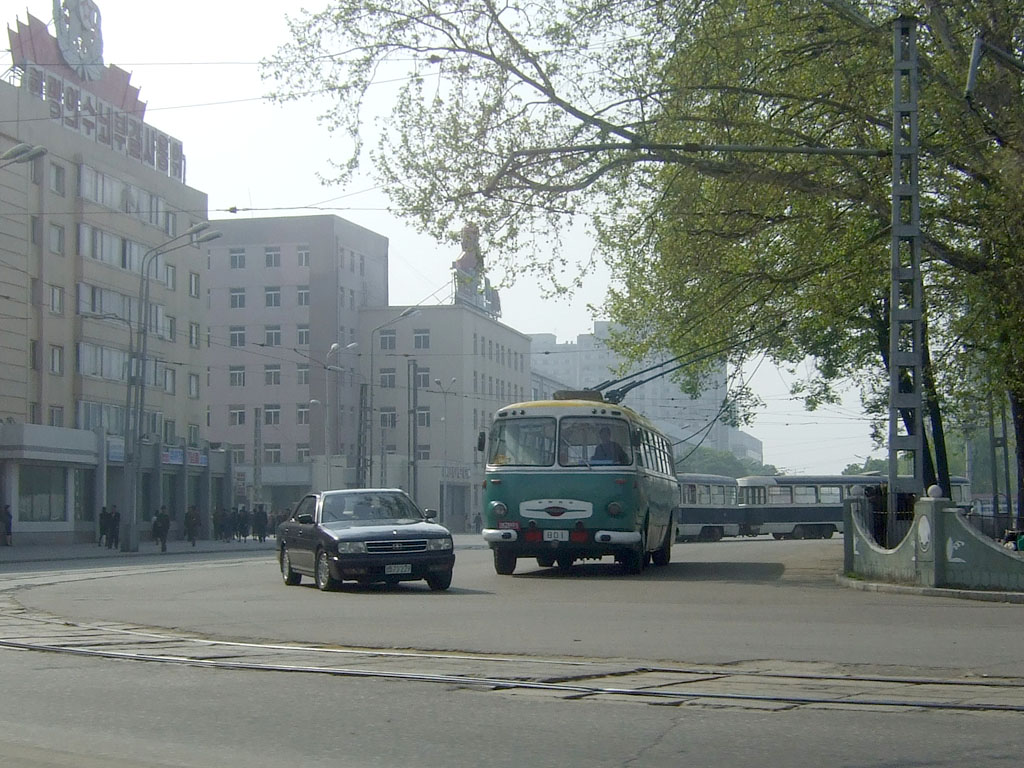
駅周辺の街並み

旧来の平壌市街地の南西端に位置する。平壌の目抜き通りの一つである栄光通りは当駅を起点に延びており、中心地を貫く勝利通りにつながる。周辺には商店、事業所や集合住宅などがある。大同江にも近く、羊角橋を介して羊角島方面に接続する。
駅前には地下鉄駅（地下）、路面電車停留場、トロリーバス停留場があり、他にタクシーも常駐する。

### 東側（駅舎側）
- 駅前広場
  - 平壌駅停留場 - 路面電車、トロリーバス
- 栄光駅 - 地下鉄
- 栄光通り
- 平壌高麗ホテル
- 平壌駅前百貨店（평양역전백화점）
- 平壌医科大学
- 平壌医科大学病院
- 千里馬文化会館
- 朝鮮対外文化連絡協会
- 国際文化センター
- 金策工業総合大学
- 大同江
- 羊角橋（羊角島方面）
- ハムバッタホテル（建設中）

### 西側（駅裏）
- 平壌印刷大学
- 未来科学者通り

## 隣の駅
朝鮮民主主義人民共和国鉄道省
平義線（京義線）
平壌駅 - 西平壌駅
平南線
平壌駅 - 普通江駅
平釜線（京義線）
平壌駅 - 大同江駅
平羅線（平元線）
平壌駅 - 西平壌駅
平徳線
平壌駅 - 大同江駅